# Summeln
Summeln is een meer in het zuidwesten van het Zweedse landschap Värmland. Het meer ligt ongeveer tien kilometer ten noordenwesten van de stad Säffle. Er liggen vijf eilanden in het meer waarvan Sandbolsholmen en Torpsholmen het grootste zijn. De oever van het meer bestaat voor het grootste deel uit naaldbos. Het meer watert via de Kilabäcken af in het nabijgelegen meer Harefjorden.
Er leven meerdere vissoorten in het meer voorbeelden hiervan zijn: snoekbaars, baars, snoek, paling, blankvoorn, brasem, ruisvoorn. zeelt en winde.